# Achaea
 For alternative betydninger, se Achaea (flertydig). (Se også artikler, som begynder med Achaea)
Achaea var en romersk provins, der bestod af halvøen Peloponnes i det sydlige Grækenland. Den grænsede op mod Epirus og Macedonia i nord. Provinsen blev underlagt romersk herredømme i 146 f.v.t efter en brutal militærkampagne, hvor byen Korinth blev jævnet med jorden af den romerske generel Lucius Mummius. Dens befolkning blev enten slagtet eller solgt til slavehandel, og byens templer blev plyndret for skulpturer til romerske villaer. Lucius Mummius blev tildelt titlen "Achaicus", som betød "erobreren af Achaea".
I 60 år blev Grækenland administreret af Rom som en senatorial provins. Nogle byer som Athen og Sparta bevarede endda deres bystyre. Men i 88 f.v.t begyndte kongen af Pontos, Mithridates VI Eupator, en kamp mod romerne, som førte til, at mange græske byer støttede ham. Romerske legioner under Lucius Cornelius Sulla tvang Mithridates ud af Grækenland og knuste oprøret. Det førte til plyndringen af Athen i 86 f.v.t og Theben det efterfølgende år. Plyndringen, som lagde området i ruiner, var hård for det centrale Grækenland. Handelslivet i Achaea var ikke længere en rival til Rom, og Athen forblev et respekteret, intellektuelt centrum, men byen Alexandria overtog føringen.
Efter Marcus Antonius' og Kleopatras nederlag og selvmord i 31 f.v.t. skilte kejser Augustus Macedonia fra Achaea. Genopbygningen tog halvandet århundrede og kulminerede i kejser Hadrians regeringsperiode, 117 til 138 e.v.t. Sammen med den græske, lærde Herodes Atticus fuldførte Hadrian en dyr genopbygning. Han forskønnede Athen, og mange af de gamle byer blev genopbygget.

## Økonomi
Der blev udvundet kobber, bly, og jern i Achaea, men produktionen var ikke på højde med produktionen i andre romerske områder såsom Noricum, Britannien og provinserne i Hispania. Marmor var dog et vigtigt produkt. Lærde, græske slaver var efterspurgt i Rom i rollen som læger og lærere, og uddannede mænd udgjorde en betydelig "eksport". Achaea producerede også luksusvarer til husholdningen som møbler, lertøj, kosmetik og linned. Græsk oliven og olivenolie blev eksporteret til resten af Romerriget.
37°53′N 22°27′Ø / 37.89°N 22.45°Ø